# Heidi
Heidi je dječji roman i napisala ga je Johana Heusser-Spyri. Ne zna se točno kad je roman napisan, ali smatra se da je napisan oko 1871. godine. Heidi je iskrena, otvorena i radoznala djevojčica te ima osjećaj za druge i spremna im je pomoći.

## Sadržaj
Heidi je siroče s pet godina. Nakon svog sretnog odrastanja kod djeda, trebala je otići u Frankfurt u Njemačkoj i tamo je, u kući Sesemann, upoznala bolesnu Klaru, ali je je u kući živjela i gospođa Rottenmeier koja je bila jako stroga prema Heidi i zove je Heidinim pravim imenom - Adelheid. Srećom, kuću Sesemann su posjetili Klarina baka, a kasnije i postariji liječnik. Klarina baka je Heidi naučila moliti i čitati knjige. Ona, također, prepoznaje i njene patnje i boli. Uskoro se Heidi "razbolijeva" i liječnik tvrdi da treba otići k djedu Petru, u Alpe. I Klara je željela tamo, ali je dugo čekala. Heidi je bila zadovoljna što je opet kod djeda Petra, ali je pravo zadovoljstvo uslijedilo tek kad je u svibnju došla Klara, koja za nekoliko dana može i hodati.